# 영천여객
영천여객(永川旅客)은 경상북도 영천시의 시내버스 회사이며, 본사는 경상북도 영천시 최무선로 69 (서부동)에 있다.

## 연혁
- 1997년 3월 21일 : 영천교통에서 통합 1년만에 분사, 현 위치에서 설립하였다.

## 운행 노선

### 도시형버스
- 611번 : 영천터미널 ~ 오류
- 612번 : 영천터미널 ~ 고도,부동
- 614번 : 영천터미널 ~ 용내기
- 620번 : 영천터미널 ~ 청정
- 621번 : 영천터미널 ~ 배골,청정
- 621-1번 : 영천터미널 ~ 청정,배골
- 622번 : 영천터미널 ~ 황수탕
- 622-1번 : 영천터미널 ~ 논실 ~ 황수탕
- 630번 : 영천터미널 ~ 오룡
- 710번 : 영천터미널 ~ 용수골
- 710-1번 : 영천터미널 ~ 용수골,쇠느리
- 730번 : 영천터미널 ~ 유상2리
- 730-1번 : 영천터미널 ~ 유상,범어
- 730-2번 : 영천터미널 ~ 범어,유상
- 730-3번 : 영천터미널 ~ 범어
- 750번 : 영천터미널 ~ 임포
- 750-1번 : 영천터미널 ~ 임포,쇠느리
- 751번 : 영천터미널 ~ 원당,신촌
- 751-1번 : 영천터미널 ~ 신촌,관리
- 751-2번 : 영천터미널 ~ 관리,신촌
- 751-3번 : 영천터미널 ~ 원당,신촌
- 752번 : 영천터미널 ~ 효리
- 753번 : 영천터미널 ~ 아화
- 760번 : 영천터미널 ~ 상리
- 760-1번 : 영천터미널 ~ 도유,상리,효동
- 760-2번 : 영천터미널 ~ 도유,상리
- 760-3번 : 영천터미널 ~ 효동,용계,상리
- 760-4번 : 영천터미널 ~ 용계 ~ 상리
- 761번 : 영천터미널 ~ 상리 ~ 용계
- 763번 : 영천터미널 ~ 효동 ~ 도유 ~ 상리